# Przejście graniczne Zwardoń-Skalité
Przejście graniczne Zwardoń-Skalité – polsko-słowackie przejście graniczne na szlaku turystycznym i drogowe, położone w województwie śląskim, w powiecie żywieckim, w gminie Rajcza, w rejonie miejscowości Zwardoń, zlikwidowane w 2007.

## Opis
Drogowe przejście graniczne Zwardoń-Skalité zostało utworzone 16 stycznia 2006, z miejscem odprawy granicznej po stronie polskiej w miejscowości Zwardoń (otwarto do użytku nowy terminal wraz z 1,4 km nowej dwujezdniowej drogi, która obecnie stanowi początkowy fragment trasy europejskiej drogi ekspresowej S1). Czynne było przez całą dobę. Dopuszczony był ruch osób, towarów o dopuszczalnej masie całkowitej do 7,5 tony i mały ruch graniczny. Kontrolę graniczną osób, towarów i środków transportu wykonywała Placówka Straży Granicznej w Zwardoniu.
12 czerwca 2002 zostało utworzone przejście graniczne na szlaku turystycznym Zwardoń-Skalité w rejonie znaku granicznego nr III/184/13–14. Czynne było w godz. 8.00–20.00 w okresie letnim (kwiecień–wrzesień) i w godz. 9.00–16.00 w okresie zimowym (październik–marzec). Dopuszczony był ruch pieszych, rowerzystów i narciarzy. Odprawę graniczną i celną wykonywały organy Straży Granicznej. Doraźnie kontrolę graniczną i celną osób, towarów oraz środków transportu wykonywała kolejno: Strażnica SG w Zwardoniu, Graniczna Placówka Kontrolna Straży Granicznej w Zwardoniu, Placówka Straży Granicznej w Zwardoniu.
21 grudnia 2007 na mocy układu z Schengen przejścia graniczne zostały zlikwidowane.
Do przekraczania granicy państwowej z Republiką Słowacką na szlakach turystycznych uprawnieni byli obywatele następujących państw:
1. Księstwo Andory
2. Republika Austrii
3. Królestwo Belgii
4. Republika Czeska
5. Republika Grecji
6. Królestwo Danii
7. Republika Estonii
8. Republika Finlandii
9. Republika Francuska
10. Królestwo Hiszpanii
11. Królestwo Niderlandów
12. Państwo Izrael
13. Japonia
14. Republika Irlandii
15. Republika Islandii
16. Kanada
17. Księstwo Liechtensteinu
18. Wielkie Księstwo Luksemburga
19. Republika Litewska
20. Republika Łotewska
21. Księstwo Monako
22. Republika Federalna Niemiec
23. Królestwo Norwegii
24. Republika Portugalska
25. Republika San Marino
26. Republika Słowenii
27. Stany Zjednoczone
28. Konfederacja Szwajcarska
29. Królestwo Szwecji
30. Republika Węgierska
31. Zjednoczone Królestwo Wielkiej Brytanii i Irlandii Północnej
32. Watykan
33. Republika Włoska
34. Republika Cypryjska[8]
35. Republika Malty[8].

## Galeria

Przejście graniczne Zwardoń-Skalité (drogowe)
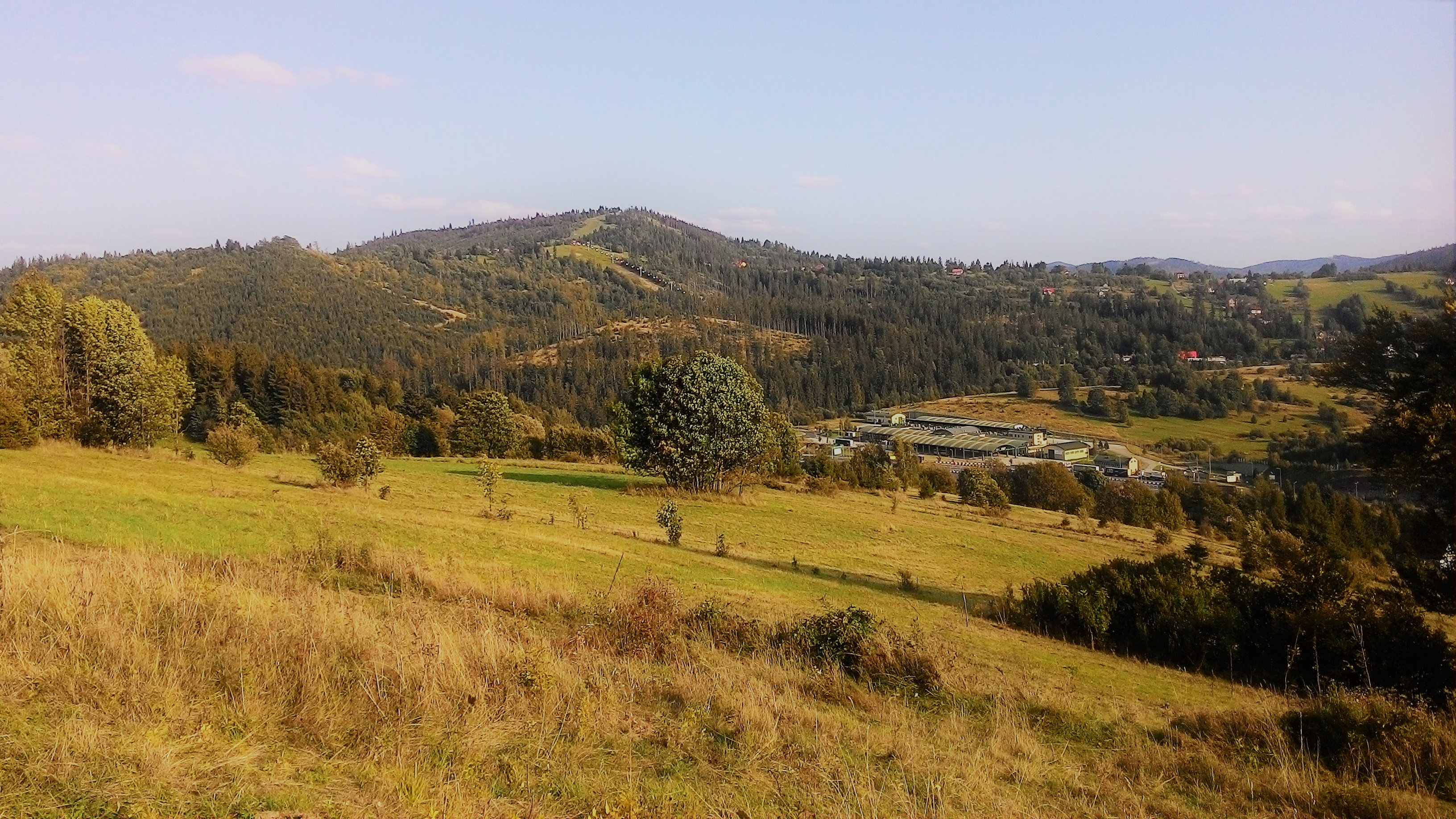
(wrzesień 2017)
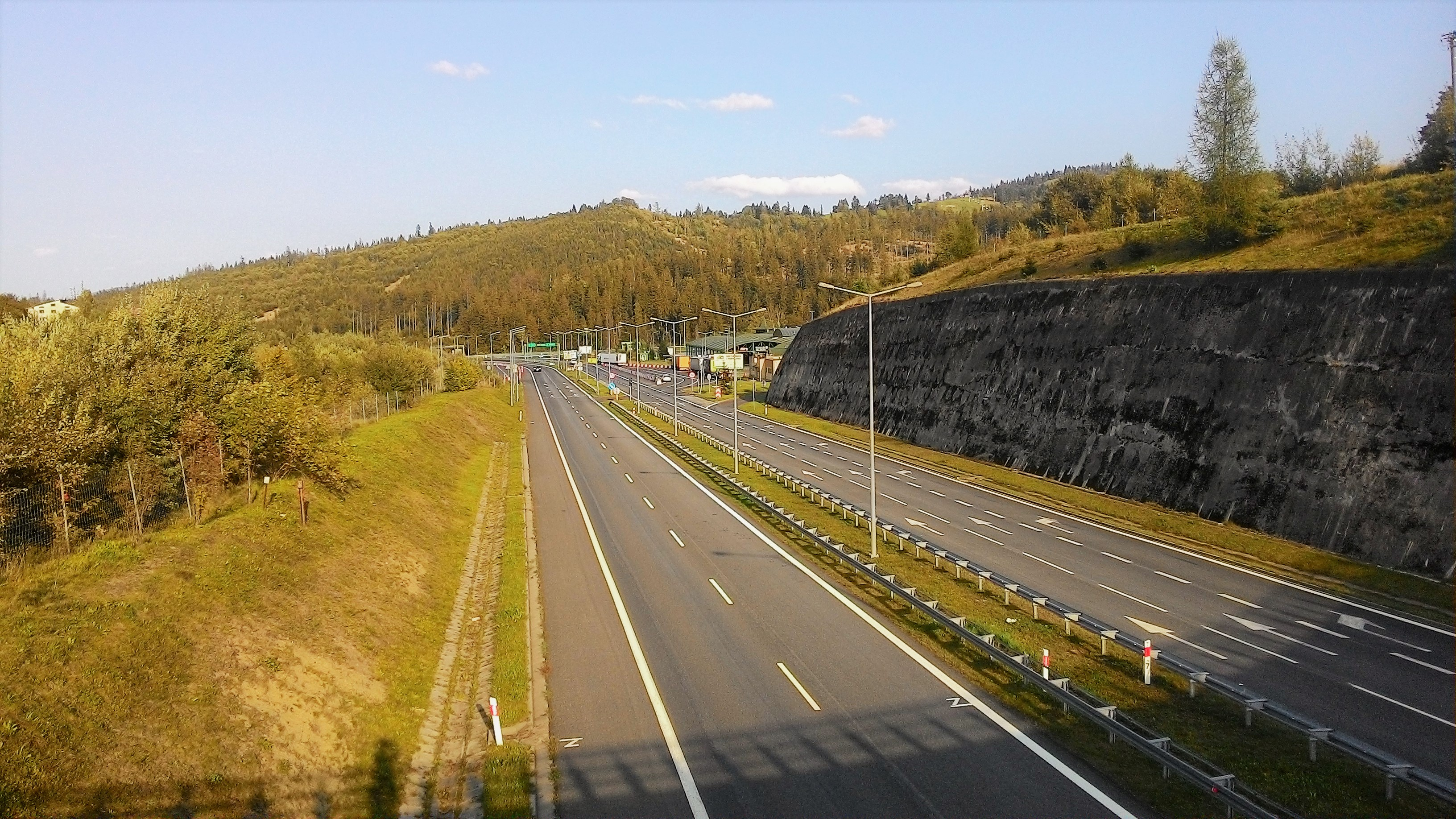
Droga ekspresowa S1 (wrzesień 2017)